# Poly Real Estate
Poly Real Estate (chinesisch 保利地產集团股份有限公司) ist ein chinesisches Unternehmen mit Firmensitz in Guangzhou. Das Unternehmen ist im Aktienindex SSE 50 gelistet.
Das Unternehmen ist ein Tochterunternehmen des Konzerns China Poly Group Corp, die rund 55 Prozent an Poly Real Estate hält.

## Einzelnachweis
1. ↑  CE.cn: Poly Real Estate to sell 27 percent stake, 6. Juli 2006